# William Van Remoortel
William Van Remoortel, né à Spy le 3 octobre 1888 et mort à Uccle le 7 mars 1965 est un homme politique belge, membre du Parti des anciens combattants, du Parti socialiste belge puis de l'Union nationale des indépendants.

## Biographie
William Paulin Louis Van Remoortel, né à Spy le 3 octobre 1888, est le fils de Charles Remoortel et de Jeanne Spaak. Il épouse Alice Goldzieher. Ils ont une fille, Myriam (1921-2001) et un fils Édouard van Remoortel (1926-1977).
Docteur en droit (ULB, 1910), Van Remoortel s'inscrit au barreau de Bruxelles comme stagiaire d'Edmond Picard. Volontaire de guerre dès octobre 1914 lors de la Première Guerre mondiale, il combat dans le 2e régiment des Guides et dans le corps des premières auto-mitrailleuses. Il en revient avec 5 chevrons de front et la Croix de guerre avec citation.
Avocat près la Cour d'appel de Bruxelles, il est élu député de Bruxelles (1919-1925) à la Chambre des représentants d'abord pour le Parti des anciens combattants, période pendant laquelle il fait voter la dotation du Combattant. Non réélu en 1925, il rallie par la suite le Parti ouvrier belge, ce qui lui permet de siéger au Sénat de 1937 à 1961, d'abord en remplacement de Guillaume Solau, et devient également conseiller communal à Bruxelles.
En 1961, n'ayant pas obtenu l'investiture du Parti socialiste belge à la place qu'il souhaitait, il rejoint l'Union nationale des indépendants, un parti poujadiste, sous la bannière duquel il se présente comme tête de liste à la Chambre. Il avait obtenu 1.532 voix sur la liste PSB au Sénat en 1958, il en obtient 1.310 à la tête de la liste UNI (en cartel avec le Parti social indépendant, formation de même nature) à la Chambre en 1961.

## Activités coloniales
Intéressé par l'Afrique, il effectue la traversée du Caire au Cap dès 1914 et fait un premier séjour au Katanga. Durant la Seconde Guerre mondiale, il vit à Léopoldville (1942-44). Il y est notamment président de la Croix-Rouge du Congo belge. Après la Libération, il devient vice-président de la Commission des Colonies au Sénat. Il est vice-président et rapporteur de la mission sénatoriale au Congo (1947). Il est président de la Société de crédit au colonat et à l'industrie de 1947 à 1959, du Fonds du bien-être indigène (1954-58) et administrateur du FOREAMI et du Fonds social du Kivu.

## Activités internationales
William Van Remoortel est délégué du gouvernement aux Conférences internationales du Travail à Paris, à Montréal et à Genève, rapporteur de plusieurs conventions et recommandations en matière de politique sociale dans les territoires dépendants, délégué gouvernemental à l'Assemblée générale de l'ONU et expert du BIT. Il siège dans les assemblées parlementaires du Conseil de l'Europe, du Benelux, de l'UEO et de l'OTAN et est administrateur du Fonds culturel de l'Europe et gouverneur de la Fondation européenne de la culture. Il est rapporteur de la loi qui crée le Conseil d'État.

## Distinctions[3]
- Grand officier de l'ordre de Léopold (Belgique).
- Commandeur de l'ordre de la Couronne (Belgique).
- Officier de l'ordre royal du Lion (Congo belge).
- Croix de guerre 1914-1918 avec citation à l'ordre de l'armée (Belgique).
- Croix de l'Yser, du feu et des évadés (Belgique).
- Croix civique de première classe (Belgique).
- Médaille du roi Albert (Belgique).
- Grand-croix, 1re classe de l'ordre du Mérite de la République fédérale allemande.
- Grand officier de l'ordre d'Orange-Nassau (Pays-Bas).
- Commandeur de l'ordre royal de Saint-Sava (Serbie).
- Officier de la Légion d'honneur (France).

## Sources
- bio sur site de l'Académie Royale des sciences d'Outre-Mer

1. ↑  Francis Balace, De l'avant à l'après-guerre, l'extrême droite en Belgique francophone, De Boeck Supérieur, Bruxelles, 1994  (ISBN 9782804118785) p.151
2. ↑  Michel Géoris-Reitshof, L'extrême-droite et le néo-fascisme en Belgique, P. de Meyère, 1962 pp.52-53
3. ↑  « Nécrologie », Le Soir,‎ 14 mars 1965, p. 14 (lire en ligne )